# Galattinolo-saccarosio galattosiltransferasi
La galattinolo-saccarosio galattosiltransferasi è un enzima appartenente alla classe delle transferasi, che catalizza la seguente reazione:
α-D-galattosil-(1→3)-1D-mio-inositolo + saccarosio ⇄ mio-inositolo + raffinosio
Il 4-nitrofenile α-D-galattopiranoside può agire anche da donatore. L'enzima catalizza anche una reazione di scambio tra il raffinosio ed il saccarosio. (cf. inositolo 3-alfa-galattosiltransferasi (numero EC 2.4.1.123).